# Anaya de Alba
Pour les articles homonymes, voir Anaya.
Anaya de Alba est une commune de la province de Salamanque dans la communauté autonome de Castille-et-León en Espagne.